# 蜀龍屬
蜀龍屬是種獨特的蜥腳下目恐龍，生存於侏羅紀晚期（牛津階）的中國四川省，約1億5900萬年前。

## 發現與種

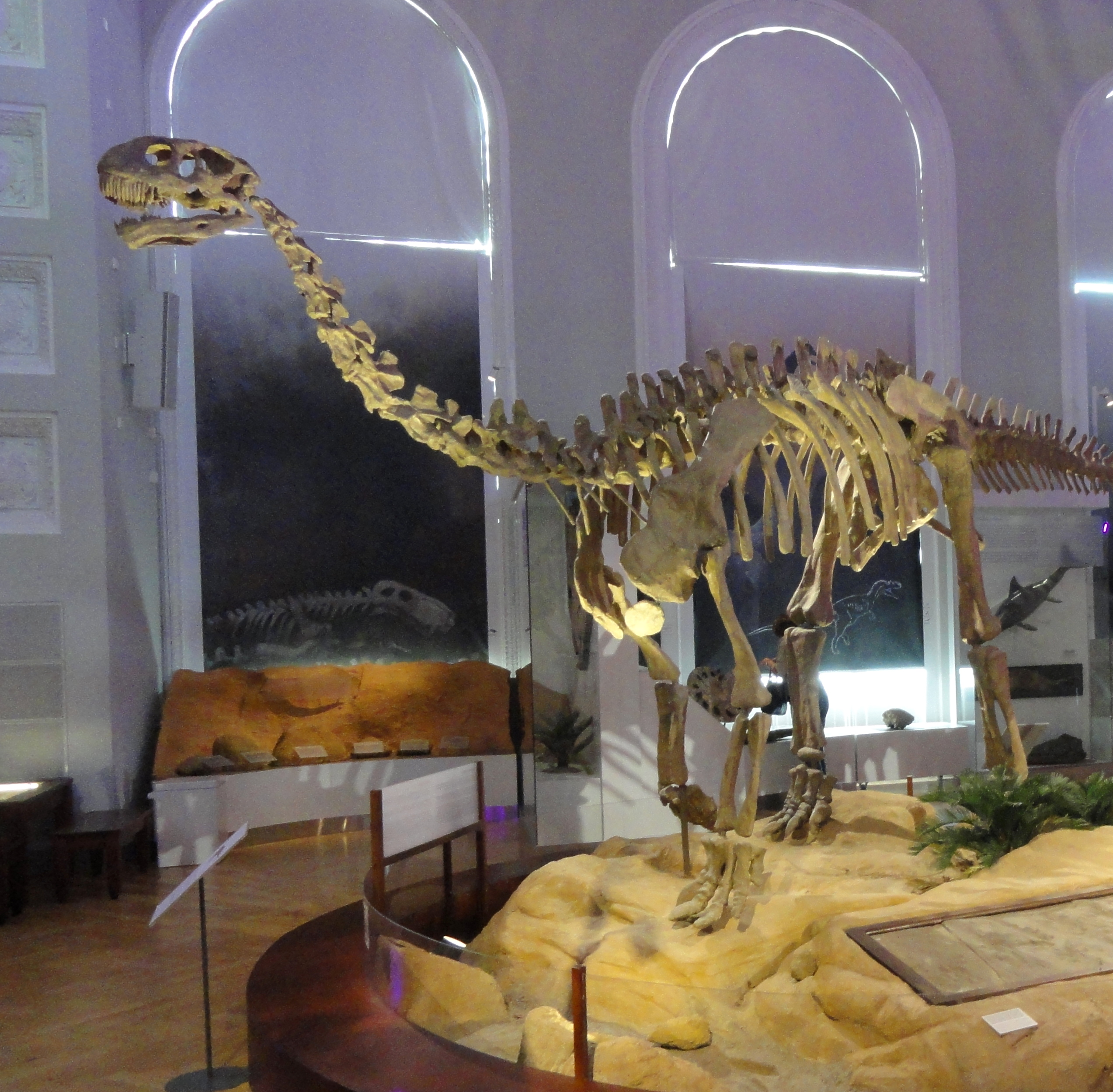
蜀龍的骨架，位於芬蘭自然史博物館

在1977年，蜀龍的化石發現於自貢市大山鋪鎮的下沙溪廟組。模式種是李氏蜀龍（S. lii），是由董枝明、張奕宏、周世武等人在1983年所敘述、命名。蜀龍的屬名來自於四川省的古名「蜀」，種名則是以戰國時代水利工程師李冰為名。
正模標本（編號IVPP V.9065）是一個部分骨骼。目前已發現超過20個蜀龍骨骸，其中數個是完整或接近完整的骨骸，以及少數保存下來的頭顱骨，也包含幼年個體，使蜀龍成為蜥腳下目中生理結構最清楚的恐龍之一，目前化石可組出94%的蜀龍骨骼。
1986年，自貢恐龙博物馆將另一具年代較古老、體型較小的蜀龍化石定名為自流井蜀龍（S. ziliujingensis），以其出土的自流井組地層命名。這個名稱後來在1995年，於北京舉行的「陸域生態系與生物群」研討會上亦被提及，但其從未被正式描述，故仍是無資格名稱。

## 敘述
根據原始估計，蜀龍身長約11公尺。但後來隨著更多、更完整的化石被發現，蜀龍的身長估計值越來越小。2010年，美國古生物學家葛瑞格利·保羅（Gregory S. Paul）估計蜀龍的身長約9.5公尺，體重約3公噸。
以一個蜥腳類恐龍而言，蜀龍的頸部相當短，僅超過短頸潘龍。已發現的大部分頭顱骨，多遭到擠壓變形、關節脫落，因此頭部形狀從寬廣、短而縱深，到狹窄、呈尖狀。蜀龍的鼻孔位在口鼻部偏低的地方。牙齒相當結實，長8公分，牙齒呈圓柱狀，齒冠呈匙狀。蜀龍有12節頸椎、13節背椎、4節薦椎、43節尾椎，有些尾椎的形狀為人字形，類似較晚期的梁龍。肩胛骨與鳥喙骨癒合。
在1989年，董枝明發現蜀龍的尾巴末端擁有尾槌，尾槌有兩個5公分長的尖刺，可能用來擊退敵人。

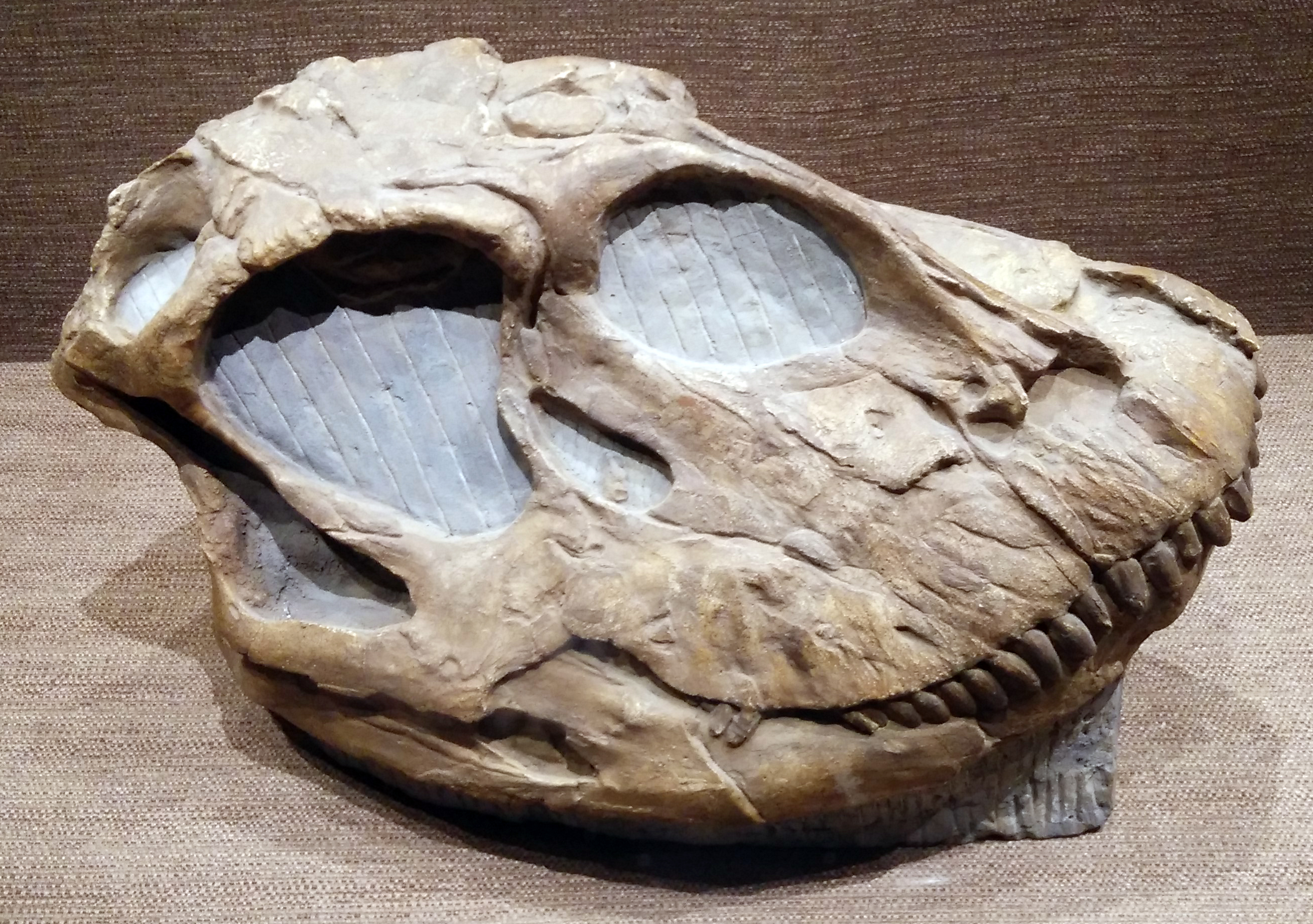
李氏蜀龍的頭顱骨
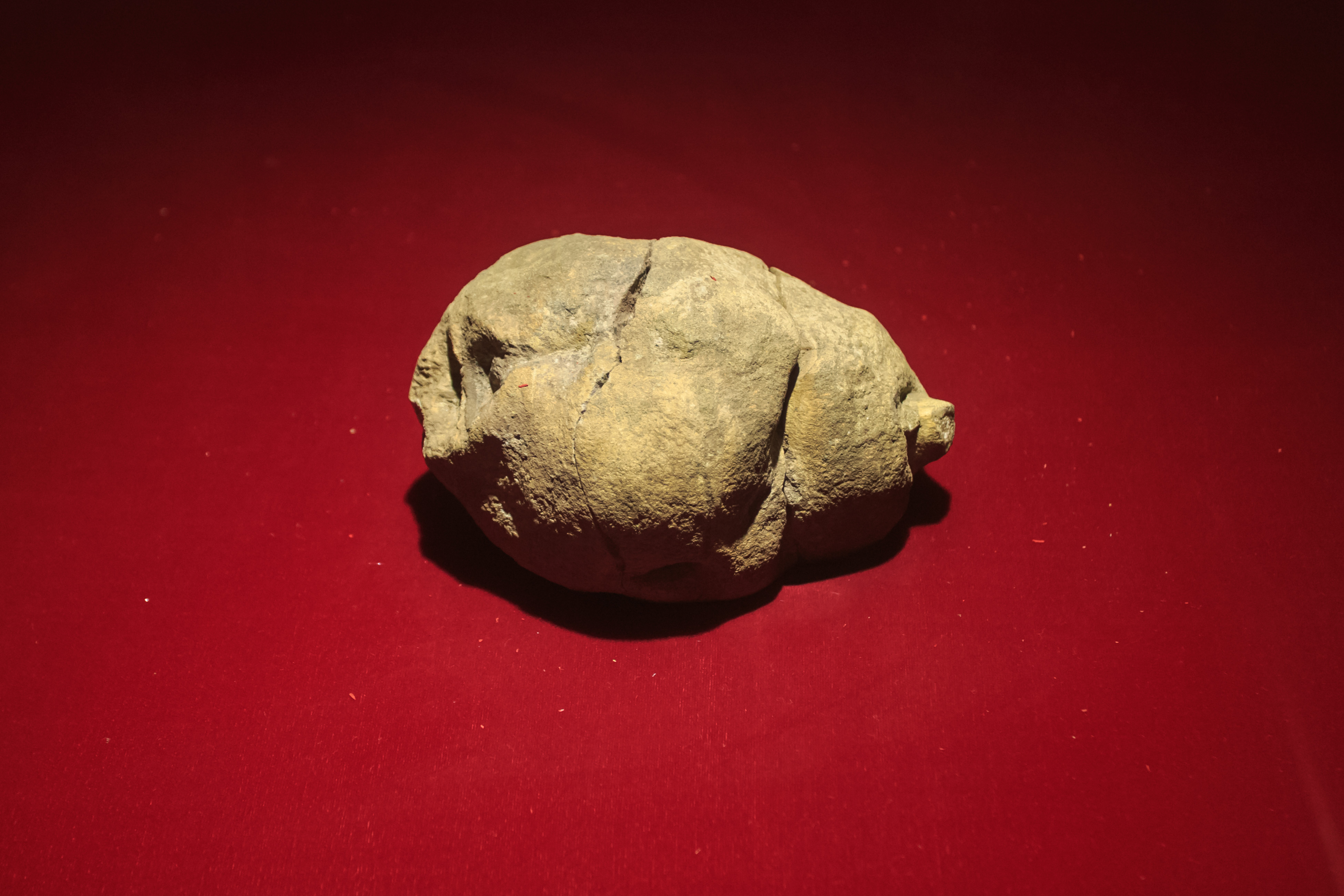
李氏蜀龍的尾槌

## 分類
蜀龍被分類為一種基礎蜥腳下目恐龍。在董枝明的命名研究裡，蜀龍被歸類為鯨龍科。在1992年，董枝明將蜀龍改歸類於鯨龍科的蜀龍亞科（Shunosaurinae）
近年親緣分支分類法提出許多不同分類法。在1995年，保羅·厄徹（Paul Upchurch）提出蜀龍屬於盤足龍科，如同侏儸紀的其他中國蜥腳類恐龍。在2002年，Jeffrey Wilson提出蜀龍是盤足龍科的非常原始物種。蜀龍可能與澳洲昆士蘭州的瑞拖斯龍有接近親緣關係。

## 古生物學
蜀龍的短頸部，顯示牠們以低矮植被為食。牠們的口鼻部形狀，已適應以大量粗糙植物為食。
四川省自贡市大山鋪地區的90%化石屬於蜀龍，顯示牠們是該地的優勢草食性動物。蜀龍與其他恐龍生存於同一塊中侏羅紀陸地上，例如：蜥腳類的酋龍、峨嵋龍、原頜龍、可能屬於鳥腳下目的曉龍、早期劍龍類的華陽龍、以及肉食性的氣龍。

## 大眾文化
蜀龍目前正在中國四川省自貢市的恐龍博物館和北京自然博物館展示中。而蜀龍也出現在由探索頻道製作的紀錄片《恐龍王朝》中，一隻蜀龍食用有毒的真菌導致意識不清，在摔下山崖時壓死一隻想以其為食的中華盜龍。